# Tadeusz Pałucki
Tadeusz Pałucki (ur. 12 sierpnia 1903 w Wiskitkach, zm. 12 kwietnia 1968 w Gdańsku) – polski działacz socjalistyczny, samorządowiec, prezydent Olsztyna (1945–1948), wiceprezydent Sopotu (1949–1950).

## Życiorys
Urodził się 12 sierpnia 1903 w Wiskitkach. Po ukończeniu szóstej klasy gimnazjum, w 1923 otrzymał posadę urzędnika w Banku dla Handlu i Przemysłu w Warszawie. W okresie międzywojennym był działaczem Polskiej Partii Socjalistycznej (1926–1930). W latach 1928–1930 był zatrudniony w Zarządzie Głównym Związku Zawodowego Pracowników Miejskich m. st. Warszawy. Od 1 lutego 1930 do 1 sierpnia 1944 pracował jako inspektor kontroli i nadzoru organizacji ubezpieczeń społecznych w Kasie Chorych m. st. Warszawy – po reformie systemu ubezpieczeń z 1935 – w Ubezpieczalni Społecznej. Podczas okupacji niemieckiej przebywał w Warszawie, gdzie działał w konspiracji jako członek Korpusu Bezpieczeństwa. Od października 1944 do stycznia 1945 był urzędnikiem Ubezpieczalni Społecznej w Żyrardowie.
Po wojnie członek PPS (1945–1948), członek Wojewódzkiego Komitetu PPS w Olsztynie (1945–1947) i I wiceprzewodniczący Rady Wojewódzkiej PPS w Olsztynie (1947–1948). Członek PZPR (od 15 grudnia 1948). Od kwietnia 1945 był dyrektorem Okręgu Mazurskiego Państwowego Urzędu Repatriacyjnego w Olsztynie. Z dniem 1 września 1945 objął stanowisko naczelnika Okręgowego Oddziału PUR w Olsztynie. 5 listopada 1945 zostały mu powierzone obowiązki prezydenta Olsztyna, a 20 stycznia 1946 przewodniczenie Miejską Radą Narodową. Zasiadał także w Mazurskiej Wojewódzkiej Radzie Narodowej jako przedstawiciel władz miasta. Był członkiem Głównej Komisji Obywatelskiej Daniny Narodowej oraz przewodniczącym Komunalnej Kasy Oszczędności w Olsztynie (od stycznia 1948). Odwołany ze stanowiska prezydenta miasta – po złożonej rezygnacji – uchwałą Miejskiej Rady Narodowej w Olsztynie z dnia 29 listopada 1948. Po odwołaniu, skierowany przez Komitet Centralny PZPR do Sopotu, gdzie pełnił obowiązki wiceprezydenta miasta (styczeń 1949 – czerwiec 1950).
Zmarł 12 kwietnia 1968 w Gdańsku. Pochowany 16 kwietnia 1968 na cmentarzu Centralnym-Srebrzysko (rejon XI kwatera TAR V-2-218).

## Ordery i odznaczenia
- Złoty Krzyż Zasługi (16 czerwca 1946)[3]